# ماتيلد بلايند
ماتيلد بلايند (بالألمانية: Mathilde Blind)‏ هي مؤلفة ومترجمة وكاتِبة وشاعرة ألمانية، ولدت في 21 مارس 1841 في مانهايم في ألمانيا، وتوفيت في 26 نوفمبر 1896 في لندن في المملكة المتحدة.

## وصلات خارجية
- ماتيلد بلايند على موقع ميوزك برينز (الإنجليزية)